# St. Blasius (Oxenbronn)

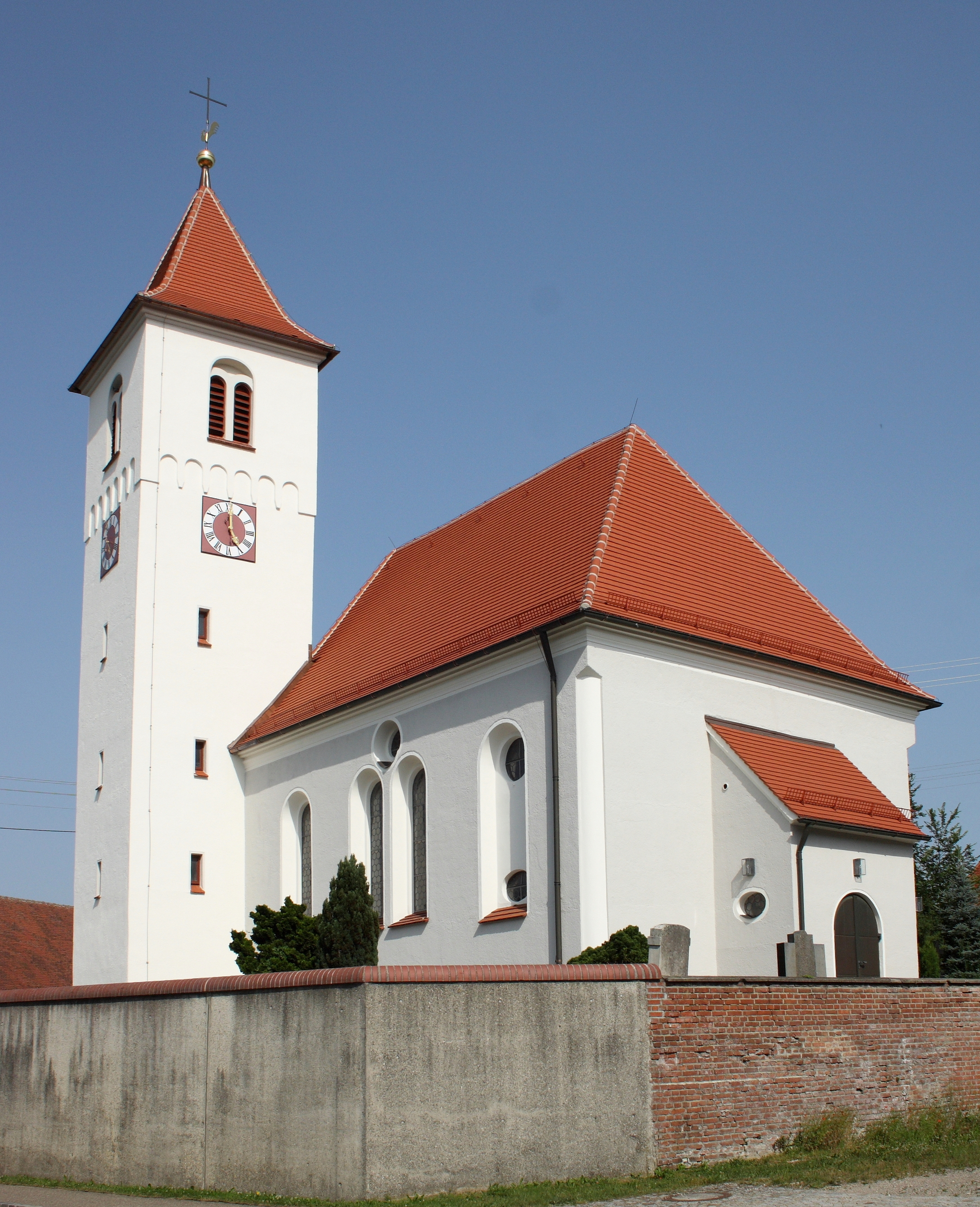
St. Blasius in Oxenbronn

St. Blasius ist die römisch-katholische Pfarrkirche in Oxenbronn, einem Stadtteil von Ichenhausen im schwäbischen Landkreis Günzburg in Bayern. Das denkmalgeschützte Bauwerk ist in der Liste der Baudenkmäler in Ichenhausen unter der Nr. D-7-74-143-58 eingetragen. Die Pfarrei gehört zum Dekanat Günzburg des Bistums Augsburg.

## Beschreibung
Die Saalkirche besteht aus einem Langhaus, das 1768/69 nach einem Entwurf von Joseph Dossenberger erneuert wurde. Der eingezogene, dreiseitig geschlossene, spätgotische Chor im Osten wurde 1670 erweitert. Der Chorflankenturm auf quadratischem Grundriss an dessen Nordwand stammt im Kern aus dem 12. Jahrhundert. Er wurde mit einem Geschoss aufgestockt, das hinter den als Biforien gestalteten Klangarkaden den Glockenstuhl beherbergt, und mit einem Pyramidendach bedeckt. Das Geschoss darunter beherbergt die Turmuhr. Der Innenraum des Langhauses ist mit einer Decke mit Hohlkehle überspannt. Über dem Chorbogen befindet sich das Wappen des Klosters Wettenhausen. Die Fresken wurden 1769 von Johann Anwander gestaltet. Der Hochaltar wurde 1777 aufgestellt. Von Liberat Hundertpfund stammt ein Gemälde von 1844. Die von Paul Ott 1951 für eine Schule in Göttingen gebaute  Orgel wurde 2019 in die Kirche umgesetzt.